# ワールドフォトプレス
株式会社ワールドフォトプレス（英文社名：WORLD PHOTO PRESS Co.,Ltd）は、モノ・マガジンをはじめとする雑誌及びムックの出版を中心とする日本の出版社。本社は、東京都中野区中野。
モノ・マガジン、フィギュア王、世界の腕時計、コンバットマガジン、ナイフマガジン、そのほかワールド・ムックなど趣味性・資料性の高い刊行物を発行している。

## 主要な出版物

### 雑誌
- メカニックマガジン - 米国で100年以上の長い歴史を持つ科学・技術情報雑誌『ポピュラーサイエンス』を意識して1981年11月に創刊された、日本初の月刊「総合科学技術雑誌」。愛称は「メカマガ」。最新の科学技術ニュースから仮想未来記事など総花的でバラエティーに富んだ月刊誌だった。1988年2月廃刊、計93号。
- モノ・マガジン - 当初「メカマガ」のスピンアウトとして1982年7月創刊された、日本初の月刊「グッズ専門雑誌」。愛称は「モノマガ」。創刊後暫くは表紙を「架空の未来的ガジェット」イラストが飾り、ガジェット解説と「元になる新商品や新技術」を紹介していた。その後、「新商品紹介雑誌」となり、途中から月二回刊行となり現在に至る。「グッズ系」と言われる中では最古参。
- コンバットマガジン - 1980年6月創刊。『Gun』誌と共に国内で一、二を争う古参の軍事系月刊総合誌。
- ナイフマガジン - 1986年12月創刊の国内初のナイフ専門雑誌。隔月刊行だった。2014年12月号で休刊し、2015年から『年鑑ナイフマガジン』として年刊のムックとなった。
- トワイライトゾーン - 『UFOと宇宙』『ムー』『不可思議』に続き、日本で四番目に創刊された月刊総合オカルト雑誌。1983年11月創刊、雑誌『UFOと宇宙』から継承したため創刊号の号数は97号から始まる。1989年12月の170号をもって廃刊[1]。麻原彰晃の空中浮揚写真が掲載されたこともある[2]。

### ムック
- 世界の腕時計
- フィギュア王
- フィギュア王プレミアムシリーズ
- モノ・スタイル・シリーズ
- モノ・スペシャル・シリーズ
- モードオプティーク
- クロムハーツ
- インディアン
- 古民家スタイル
- LORO

## 関連会社
- 文林堂…『航空ファン』『世界の傑作機』など刊行。
- カズオプランニング
- モノマガジン商品研究所